# アラン・バクスター (俳優)
アラン・バクスター（Alan Baxter、1908年11月19日 - 1976年5月7日）は、アメリカ合衆国の俳優。

## 略歴
アメリカ合衆国オハイオ州クリーブランドで生まれる。
ウィリアムズ大学で学士号を取る。
ファイ・シグマ・カッパ社交クラブに所属し、クラスメートにはエリア・カザンがいた。
その後、イェール大学の大学院に進み、「47 Drama Workshop」で演技を学ぶ。
1933年にブロードウェイ舞台劇『Lone Valley』に出演し、1935年に『Ｇウーマン』で映画デビューすると、1940年代まで数多くの映画に出演し、1950年代後半以降はテレビドラマを中心に活動する。

## 出演作品

### 映画
- Ｇウーマン Mary Burns, Fugitive (1935) - ベイブ（ウィルソン）役
- 丘の一本松 The Trail of the Lonesome Pine (1936) - クレイト・トリヴァー役
- アメリカの恐怖 Big Brown Eyes (1936) - ケイリー・バトラー役 ※テレビ放映時のタイトルは『非情の弾痕/赤ちゃんとダイヤモンド』
- 航空十三時間 Thirteen Hours by Air (1936) - カーティス・パーマー役
- 死刑か無罪か The Case Against Mrs. Ames (1936) - ルー役
- 殺人都市 Parole! (1936) - オーケイ（パーシー・スミス）役
- 輝く栄冠 Breezing Home (1937) - ジョー・モンゴメリー役
- 夜の鍵 Night Key (1937) - ザ・キッド（ジョン・バロン）役
- 最後のギャング The Last Gangster (1937) - エイシー（フランキー・カイル）役
- 再会 I Met My Love Again (1938) - トニー役 ※日本劇場未公開、テレビ放映
- ブラウンのＧメン Wide Open Faces (1938) - トニー役
- 我れ暁に死す Each Dawn I Die (1939) - カーライル役
- エイブ・リンカーン Abe Lincoln in Illinois (1940) - ウィリアム・ハーンドン役
- 栄光に死す Escape to Glory (1940) - ラリー・ペリン/ラリー・ロス役 ※日本初公開時のタイトルは『榮光に死す』
- カンサス騎兵隊 Santa Fe Trail (1940) - オリヴァー・ブラウン役
- 復讐の六拳銃 Bad Men of Missouri (1941) - ジェシー・ジェイムズ役
- 影なき男の影 Shadow of the Thin Man (1941) - ホワイティ（バロウ）役
- 逃走迷路 Saboteur (1942) - フリーマン役
- チャイナガール China Girl (1942) - ビル・ジョーンズ役 ※日本劇場未公開、WOWOWで放映
- 勝利への出撃 Pilot #5 (1943) - ウィンストン・デイヴィス役 ※日本劇場未公開
- 罠 The Set-Up (1949) - リトル・ボーイ役
- 無法の王者ジェシイ・ジェイムス The True Story of Jesse James (1957) - バーニー・レミントン役
- ネバダの決闘 Face of a Fugitive (1959) - リード・ウィリアムズ役
- ニュールンベルグ裁判 Judgment at Nuremberg (1961) - マット・メリン将軍役
- 雨のニューオリンズ This Property Is Condemned (1966) - ノキ役
- クィーン・メリー号襲撃 Assault on a Queen (1966) - ラリー役 ※クレジットなし
- ペンチャー・ワゴン Paint Your Wagon (1969) - フェンティ役
- チザム Chisum (1970) - サム・アクステル役
- ウイラード Willard (1971) - スペンサー役

### テレビ
- シャイアン Cheyenne (1960) - リード・モリアリティ役（ゲスト出演）
- 弁護士ペリー・メイスン Perry Mason (1960, 1961, 1964, 1966) ※計4回、異なる役でゲスト出演
- バージニアン The Virginian (1965, 1967, 1970) ※計3回、異なる役でゲスト出演